# Just Because of You
Just Because of You (parfois sous-titré Come on my Love) est une chanson écrite et composée par Pierre Bachelet en 1979 pour la bande originale du film Les Bronzés font du ski de Patrice Leconte. Elle est interprétée par Jean-Denis Perez, alias Dan Perlman.

## Reprises
La chanson est notamment reprise par la chanteuse française Alys (Alice Rabes) en 2011, sur son album Happy Days, puis par Gilbert Montagné, en 2015 sur l'album hommage Pierre Bachelet - Nous l'avons tant aimé.